# Death and taxes
Death and taxes (Muerte e impuestos en español) es una expresión inglesa que afirma que las dos únicas cosas inevitables en la vida son la muerte y los impuestos. Hace referencia a la siguiente cita del político e inventor estadounidense Benjamin Franklin:

Our new Constitution is now established, and has an appearance that promises permanency; but in this world nothing can be said to be certain, except death and taxes.
Nuestra nueva Constitución ya está en funciones y todo parece prometer que durará; pero en este mundo no hay nada seguro excepto la muerte y los impuestos.
Franklin, en una carta dirigida a Jean-Baptiste Le Roy, 1789 

Aunque Franklin no fue el primero en utilizar esta expresión, el suyo es el ejemplo más famoso de su uso, sobre todo en los Estados Unidos. También aparece en una línea de The Political History of the Devil (1726) de Daniel Defoe y en la obra de teatro The Cobbler of Preston (1716) de Christopher Bullock, la cual es la primera aparición conocida.

You lye, you are not sure; for I say, Woman, 'tis impossible to be sure of any thing but Death and Taxes
The Cobbler of Preston 